# Almamező
Nem tévesztendő össze a Brassó megyei Almásmező és az 1889-ben Volócba olvadt Almamező faluval.
Almamező (románul Hidișelu de Jos) falu Romániában Bihar megyében. Közigazgatásilag Harangmezőhöz tartozik. Nagyváradtól 15 km-re délkeletre a dévai országút mellett fekszik.

## Nevének eredete
A települést eredetileg Alsó-Hegyeselnek hívták, melyet a mai román név Hidișel alakban őrzött meg. Felső-Hegyesel eredeteileg Harangmező volt.

## Története
Itt tette le a fegyvert 1849. augusztus 16-án az Inczédy-hadtest Löwenhagen császári tábornagy előtt.
1910-ben 450 román lakosa volt. A trianoni békeszerződésig Bihar vármegye Nagyváradi járásához tartozott.